# Попов (Новоаннинский район)
Попов — хутор в Новоаннинском районе Волгоградской области России. Входит в состав Тростянского сельского поселения. Население 250 человек (2010).

## География
Расположен в северо-западной части области, в лесостепи, в пределах Хопёрско-Бузулукской равнины, являющейся южным окончанием Окско-Донской низменности. В хуторе три пруда. Возле хутора лесозащитные полосы.
Абсолютная высота 158 метров над уровнем моря.
Уличная сеть
состоит из 11 географических объектов:
- Переулки: Веселый пер., Запрудный пер., Зелёный пер., Молодёжный пер., Поперечный пер., Сиреневый пер., Школьный пер.
- Улицы: ул. Народная, ул. Садовая, ул. Терновая, ул. Центральная.

## Население
| 2010 |
| ---- |
| 250  |

Гендерный состав
По данным Всероссийской переписи населения 2010 года в гендерной структуре населения из 250 человек мужчин — 122, женщин — 128(48,8 и 51,2% соответственно).
Национальный состав
Согласно результатам переписи 2002 года, в национальной структуре населения
русские составляли 81 % из общей численности населения в 279 человек.

## Инфраструктура
Развитое сельское хозяйство. Личное подсобное хозяйство.

## Транспорт
Просёлочные дороги.